# Charles Mehan
Pas d'image ? Cliquez ici

a Compétitions nationales et continentales officielles uniquement.

b Matchs officiels uniquement.
Charles Thomas Mehan, né le 15 mai 1896 à Nogales dans l'Arizona et mort le 11 août 1972 à Santa Rosa en Californie, est un joueur américain de rugby à XV évoluant au poste de première ligne. Il est double champion olympique avec l'équipe des États-Unis de rugby à XV en 1920 et en 1924.

## Biographie
Né à Nogales dans l'Arizona, Charles Mehan fait ses études à l'université de Californie à Berkeley où il joue au rugby à XV avec l'équipe des Golden Bears de la Californie. En 1920, il fait partie de l'équipe olympique américaine qui part en Europe pour disputer les Jeux olympiques à Anvers. Il remporte la médaille d'or avec l'équipe de rugby qui bat l'équipe de France sur le score de 8 à 0 dans l'unique match de la compétition. Un mois après le titre olympique, il dispute un test match contre les Français, cette fois perdu sur le score de 14 à 5. Quatre ans plus tard, il est membre de l'équipe olympique américaine pour les Jeux olympiques à Paris et décroche de nouveau la médaille d'or même s'il ne dispute aucun des deux matchs de son équipe,.

## Palmarès
- Champion olympique de rugby à XV aux Jeux olympiques d'été de 1920 et aux Jeux olympiques d'été de 1924